# Antonio Bernacchi

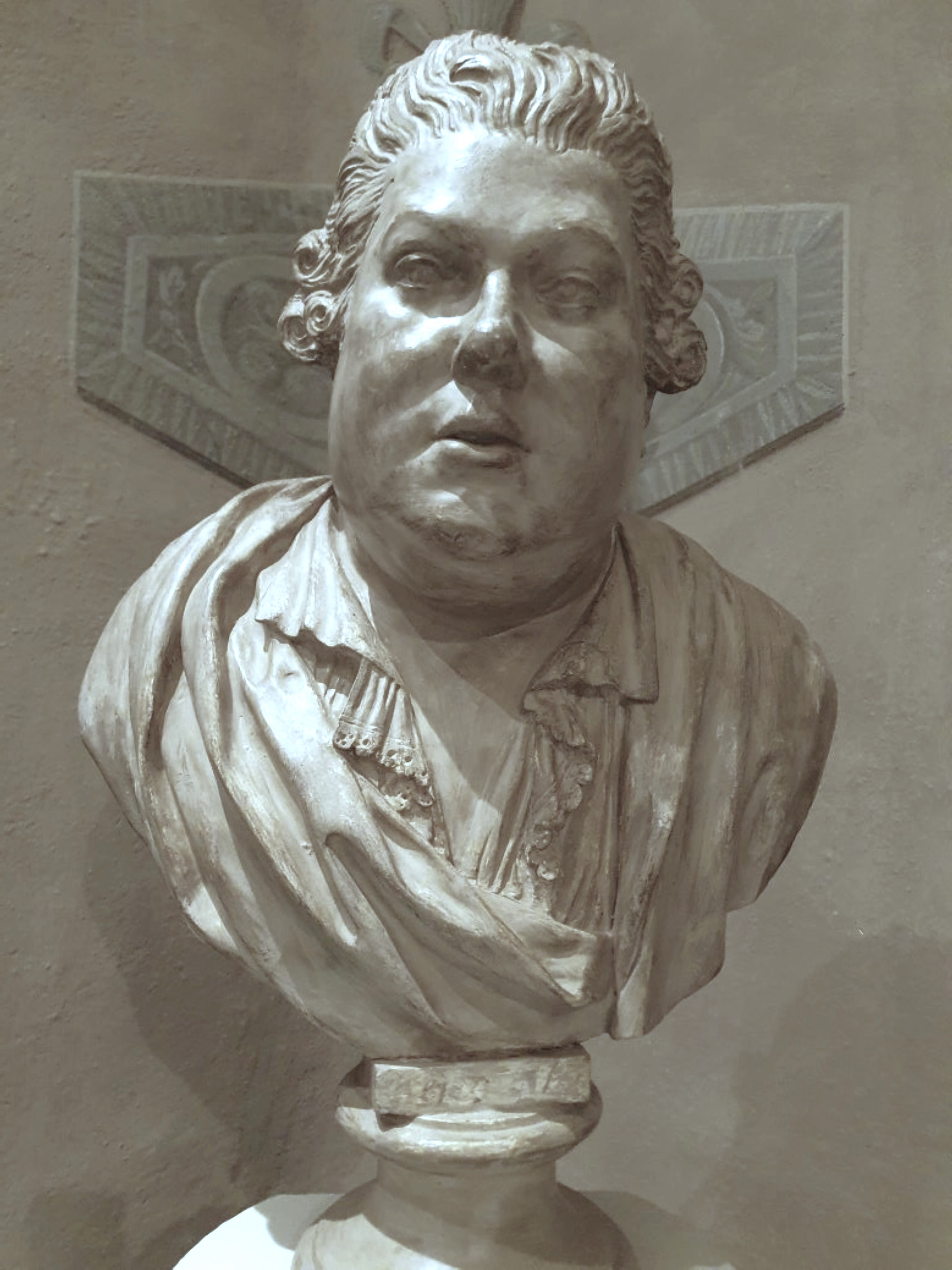
Büste von Bernacchi
(Autor unbekannt, 19. Jahrhundert,
Museo internazionale e biblioteca della musica von Bologna)

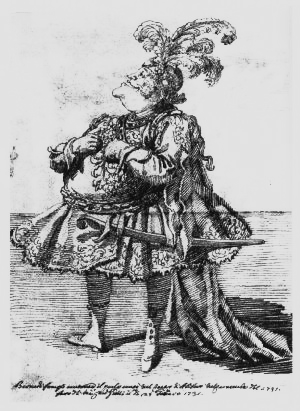
Karikatur von Bernacchi (Pier Leone Ghezzi, 1731)

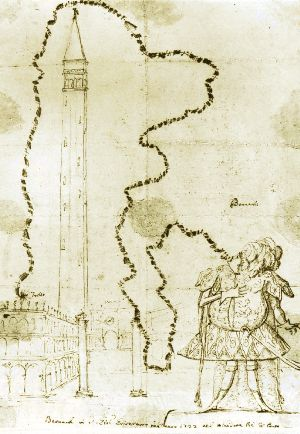
Antonio Maria Zanetti: Karikatur von Bernacchi, ca. 1730

Antonio Bernacchi (* 21. Juni 1685 in Bologna; † 13. März 1756 ebenda) war ein italienischer Kastrat, Gesangslehrer und Komponist. Er war zu seiner Zeit einer der berühmtesten italienischen Sänger. Seine Stimmlage war Alt.

## Leben
Antonio Maria Bernacchis Eltern waren Angelo Maria Bernacchi und Maria Maddalena Rossi. Bernacchi war ein Gesangsschüler von Francesco Antonio Pistocchi. Giovanni Antonio Ricieri unterrichtete ihn im Kontrapunkt. Auch in München studierte Bernacchi bei Giuseppe Antonio Bernabei Kontrapunkt. Sein Debüt auf der Opernbühne war 1703 in Genua, von da an war er auf allen italienischen Opernhäusern engagiert und arbeitete mit den italienischen Komponisten seiner Zeit zusammen. 1714 ernannte ihn Antonio Farnese zum Virtuoso seiner Hofkapelle.  Von 1720 bis 1727 wirkte er in München. In drei Spielzeiten, 1716, 1717 und 1729, war er auch in London im King’s Theatre engagiert und sang dort in Uraufführungen und Wiederaufnahmen von Händels Bühnenwerken. 1730 ging er wieder nach Italien zurück und sang noch bis 1735.
Bernacchi wurde 1722 in Bologna in die Accademia Filarmonica aufgenommen und war 1748 und 1749 ihr Vorsitzender.
Bernacchi gründete 1737 in Bologna eine Musikschule, die auch nach seinem Tod noch bis ins 19. Jahrhundert mit bestimmten Gesangstechniken wie Virtuosität und Improvisation verbunden war. Schüler Bernacchis waren hier Tommaso Guarducci, Giovanni Amadori und Anton Raaff. Farinelli war 1727 kurz sein Schüler.
Wolfgang Amadeus Mozart bemerkt zu dem Sänger Anton Raaff: „die Bernacische schule – die ist nicht nach meinem gusto“ und meint damit das übermäßige Verzieren von Cantabile-Arien.

## Werke (Auswahl)
Er komponierte Soli und Duette mit geistlichen und weltlichen Texten vorwiegend zum eigenen Gebrauch. Es handelt sich um ansprechende Virtuosenmusik, die stilistisch ihrer Zeit entsprach.
- Sicut erat in principio [Wie es im Anfang war]; Fuge für Sopran, Alt, Tenor, Bass und Basso continuo F-Dur, 1722 RISM ID: 850016528[6]
- Iustus ut palma florebit [Der Gerechte erblühe wie eine Palme] für 2 Violinen, Viola, 2 Soprane, Alt, Tenor, Bass und Basso continuo, 1749, Text: Psalm 91,3 Vulgata RISM ID: 850617152[7]
- Messe für 2 Trompeten, 2 Violinen, Viola, 2 Soprane, Alt, Tenor, Bass und Basso continuo D -Dur, Kyrie und Gloria RISM ID: 850617151[8]
- 36 solfeggi a Soprano und Basso continuo RISM ID: 451012670